# Hernando Arias de Saavedra

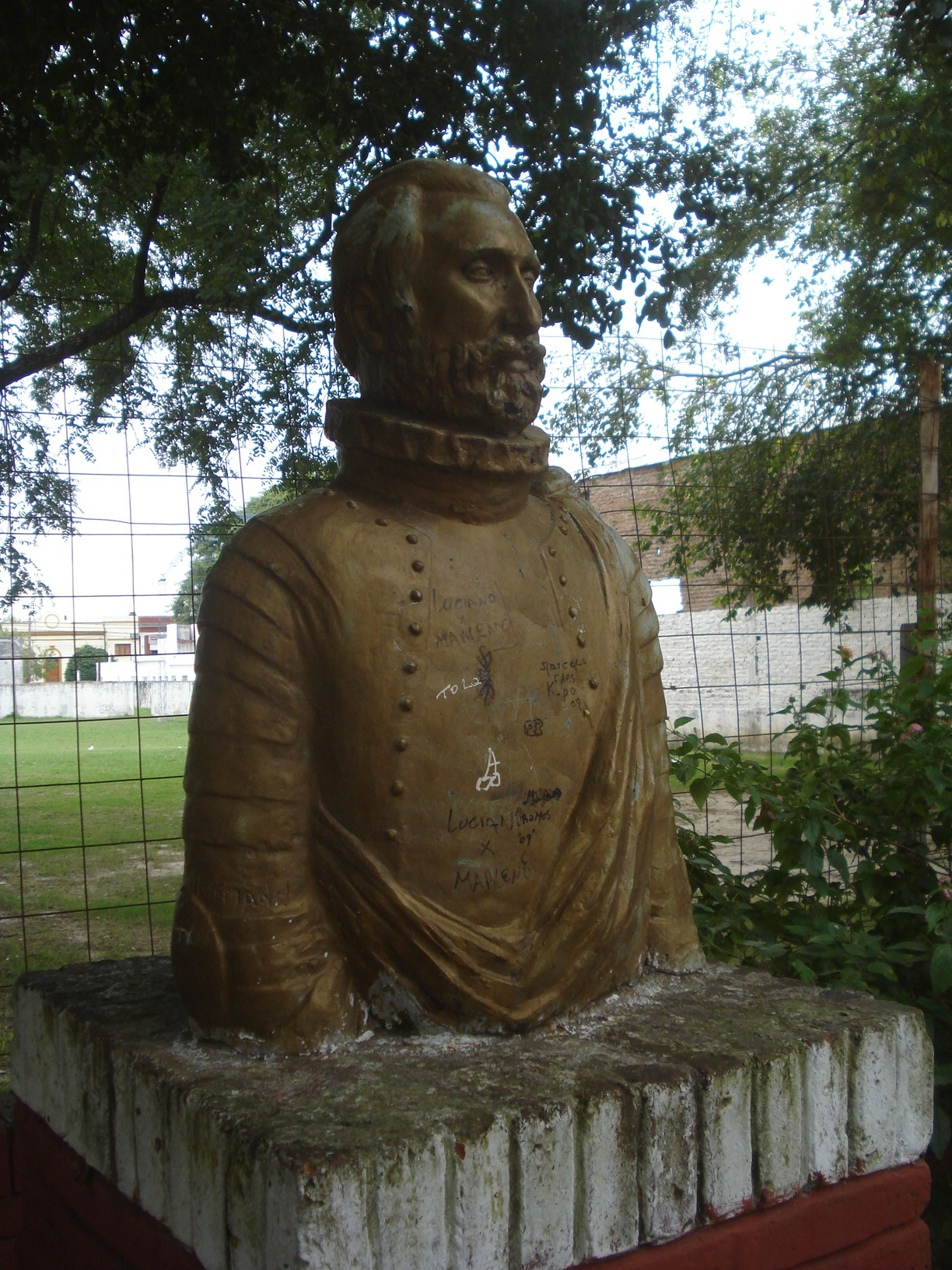
Büste

Hernando Arias de Saavedra (* 10. September 1561 in Asunción; † 1634 in Santa Fe), üblicherweise abgekürzt Hernandarias genannt, war Politiker und Offizier in Südamerika zur spanischen Kolonialzeit. Er war ein criollo (Kreole), wie Spanier bezeichnet wurden, die in Lateinamerika geboren worden waren. Als erster criollo stieg er zum Gouverneur einer Region auf.

## Leben
Hernandarias kam in Asunción im heutigen Paraguay als Sohn des Martin Suárez zur Welt. Dieser war Offizier unter Álvar Núñez Cabeza de Vaca und Enkel der Adelantada Mencia Calderón gewesen. Hernandarias entschied sich früh für eine militärische Karriere und nahm an zahlreichen Entdeckungs- und Eroberungsexpeditionen in paraguayischem und argentinischem Gebiet teil. Wegen seiner Verdienste wurde er 1592 zum Gouverneur von Asunción ernannt, was er drei Amtszeiten lang blieb. Zur selben Zeit wurde sein Halbbruder Hernando de Trejo Bischof von Asunción.
1602 wurde Hernandarias zum Gouverneur von Buenos Aires ernannt; er füllte den Posten zunächst bis 1609 aus. In diese Zeit fallen zahlreiche Maßnahmen, um das Wachstum der damals kleinen Hafenstadt anzuregen: Er schuf die ersten Grundschulen, ließ Öfen zur Produktion von Ziegelsteinen und Dachziegeln errichten, um die Lehmziegel namens Adobe zu ersetzen und um eine kleine Festung wieder zu errichten, die Piraten abhalten sollte. Er ordnete auch den Bau eines Turms zur Verteidigung des Hafens an, der sich an der Mündung des Riachuelo in der heutigen Vuelta de Rocha befand, nachdem zwei ankernde Schiffe von englischen Piraten am 18. März 1607 ausgeraubt worden waren. Außerdem versuchte er den Schmuggel zu unterbinden, der durch das Verbot des Handels mit landwirtschaftlichen Produkten und schwarzen Sklaven entstanden war.
Während seiner Amtszeit als Gouverneur von Buenos Aires unternahm Hernandarias verschiedene Entdeckungsreisen, unter anderem nach Uruguay und Brasilien, um gegen portugiesische Banditen, die bandeirantes, zu kämpfen und die Schiffbarkeit der Flüsse zu erkunden. Auf einer Reise nach Patagonien suchte er nach der legendären „Stadt der Cäsaren“. Dabei wurde er 1604 fast tausend Kilometer südlich von Buenos Aires von einheimischen Mapuches gefangen genommen, doch konnte er flüchten.
Im encomienda-System von 1536 waren den Kolonisten Indianer zugeteilt worden, die den der Krone zustehenden Tribut erarbeiten sollten. Im Gegenzug sollten die Kolonisten für die Bekehrung der Indianer sorgen. Obwohl die encomienda bald wieder abgeschafft worden war, war doch ein System staatlich kontrollierter indianischer Zwangsarbeit entstanden. 1603 veränderte Hernandarias die Gesetze so, dass die Arbeitsverpflichtungen der Indianer aufgehoben wurden, und setzte die Anerkennung dieser Reform durch Philipp III. durch. 1611 erklärte Francisco de Alfaro auf einer Inspektionsreise alle Indianer, die von Jesuiten bekehrt worden waren, für frei von Arbeitsverpflichtungen und erließ seine berühmten ordenanzas (Anordnungen).
Hernandarias unterstützte 1608 auch die Gründung von Staaten der Jesuiten (Jesuitenreduktion) und Franziskaner in der Region von Guayrá im heutigen in Paraguay. 1615 wurde er erneut zum Gouverneur ernannt. Auf seinen Vorschlag wurde das Gouvernement Río de la Plata aufgeteilt in Paraguay (mit Asunción, Santiago de Jerez, Villa Rica und Ciudad Real) sowie Buenos Aires. Das Dekret wurde 1617 erlassen, aber in der Praxis erst 1620 umgesetzt. Den Lebensabend verbrachte Hernandarias in Santa Fe, wo er 1634 starb.